# PlayStation Portable 3000
PlayStation Portable, PSP — портативная игровая консоль производства Sony Computer Entertainment. В августе 2008 года, на GC 2008, была представлена модель PSP-3000.

## Дизайн и изменения
Появился микрофон для полноценного общения через Skype, кнопка НОМЕ заменена на логотип PS, новый экран обеспечивает более высокую чёткость изображения и улучшенную цветопередачу. Несущественные изменения в дизайне: надпись «SONY» теперь в верхнем левом углу, между кнопками     сделали углубление. На задней панели металлическая вставка более узкая. Дата релиза — 14 октября 2008 года.
Поступил в продажу в Европе, Австралии и Новой Зеландии с 15 октября 2008 года в комплекте с одной игрой по цене €199.
Характеристики новой модели портативной развлекательной системы PSP (PSP-3000):
- Примерные габариты: 169,4×18,6×71,4 мм (не считая кнопки и прочие выступающие над поверхностью элементы).
- Примерный вес: 189 грамм (включая батарею).

### Регионы
- PSP-3000(K) — Япония (Value Pack)
- PSP-3001(K) — США (Value Pack)
- PSP-3002(K) — Австралия/Новая Зеландия (Value Pack)
- PSP-3003 — Великобритания
- PSP-3004 — Европа, Индия, Ближний Восток, Африка
- PSP-3005 — Республика Корея
- PSP-3006 — Гонконг/Сингапур
- PSP-3007 — Тайвань
- PSP-3008 — Российская Федерация
- PSP-3009 — Китайская Народная Республика
- PSP-3010 — Центральная и Южная Америка

## Аппаратное обеспечение
Однако с экраном имеются проблемы. Новый дисплей разработчики расхваливали как более яркий, чем дисплей PSP-2000, но форумы PlayStation оказались наполнены гневными отзывами от покупателей PSP-3000, которые заметили проблему с «чересстрочной развёрткой». Представитель японского отдела Sony Computer Entertainment заявил о том, что чересстрочная развёртка — не дефект, а особенность экрана. На конец 2008 не было известно о планах по решению проблемы при помощи программного обеспечения, поскольку она является аппаратной особенностью. Группа заинтересованных французских геймеров полагают, что проблему вызывает один из наиболее насыщенных цветов: синий. ЖК-панели состоят из KER-пикселей, которые, взаимодействуя, могут порождать оттенки всех цветов радуги. В PSP-2000 пиксели располагались вертикальными рядами и синий цвет был достаточно светлым. На PSP-3000 пиксели располагаются горизонтально и синий ощутимо темнее, чем ранее. В результате получается эффект, именуемый «чересстрочной развёрткой».